# Березовский, Олег Наумович
Олег Наумович Березовский (род. 9 августа 1942) — заслуженный работник физической культуры России (1996), почётный гражданин города Электросталь.

## Биография
Олег Березовский родился 9 августа. Получил высшее образование в Институте ФКиС им. П. Ф. Лесгафта в Санкт-Петербурге. В 1974 году он инициировал создание «Цеха Здоровья» — первого в отрасли. В 1975 году стал Председателем Центрального совета ФКиС Машиностроительного завода. Олег Наумович Березовский организовал специализированную школу по прыжкам в воду и синхронному плаванию. В этой школе обучались спортсмены, многие из которых стали заслуженными мастерами спорта и призерами Олимпийских Игр. В этой школе получил образование серебряный призер Олимпийских игр по прыжкам в воду А. Поздняков, олимпийская чемпионка по синхронному плаванию Д. Коробова, В. Минибаев — чемпион Европы и призер Кубка Мира по прыжкам в воду, С. Петрачина — чемпионка Мира по синхронному плаванию. В школе обучались многие российские тренеры: Татьяна Покровская — главный тренер сборной России по синхронному плаванию, С. Б. Моисеева — главный тренер соборной России по прыжкам в воду с 2017 года и А. Г. Евангулов — главный тренер сборной России по прыжкам в воду до 2008 года.
Олег Березовский предложил тренеру Татьяне Покровской, которая в то время вела секцию художественной гимнастики, заняться синхронным плаванием, несмотря на то, что сама Покровская плавать на тот момент не умела. Его предложение позволило получить в будущем тренера, с которым сборная команда России стала показывать хорошие результаты.
В 1996 году Олег Березовский был удостоен звания «Заслуженного работника физической культуры России».
В 2012 году Олег Наумович получил звание «Почётного гражданина города Электросталь».